# Spaanse parlementsverkiezingen 2004
De Spaanse parlementsverkiezingen 2004 (Spaans: Elecciones Generales) werden gehouden op 14 maart, na het aflopen van het tweede ambtstermijn van premier José María Aznar van de conservatieve Partido Popular (PP). Deze verkiezingen werden volledig overschaduwd door de terroristische aanslagen in Madrid van 11 maart, op slechts drie dagen van de verkiezingen. Mede door deze aanslagen kwam de socialistische arbeiderspartij PSOE als grootste uit de bus, terwijl voor de aanslagen de Partido Popular er nog het beste voorstond in de peilingen. De socialistische voorman José Luis Rodríguez Zapatero zou na de verkiezingen het ambt van premier op zich nemen. 
1977 · 1979 · 1982 · 1986 · 1989 · 1993 · 1996 · 2000 · 2004 · 2008 · 2011 · 2015 · 2016 · 2019 (april) · 2019 (november) · 2023